# Durand (Wisconsin)
Durand település az Amerikai Egyesült Államok Wisconsin államában, Pepin megyében, melynek megyeszékhelye is. Lakosainak száma 1854 fő (2020. április 1.).

## Népesség
A település népességének változása:

| 2010 | 1 931 |
| 2020 | 1 854 |